# SN 2006X
Coordenadas:  12h 22m 53.9s, +15° 48′ 31.2″
SN 2006X fue una supernova de clase Ia que está aproximadamente 65 millones de años luz de nuestra galaxia (la Vía Láctea), en la constelación de Coma Berenices. Se descubrió el 4 de febrero de 2006 por Shoji Suzuki de Japón y Marco Migliardi de Italia.

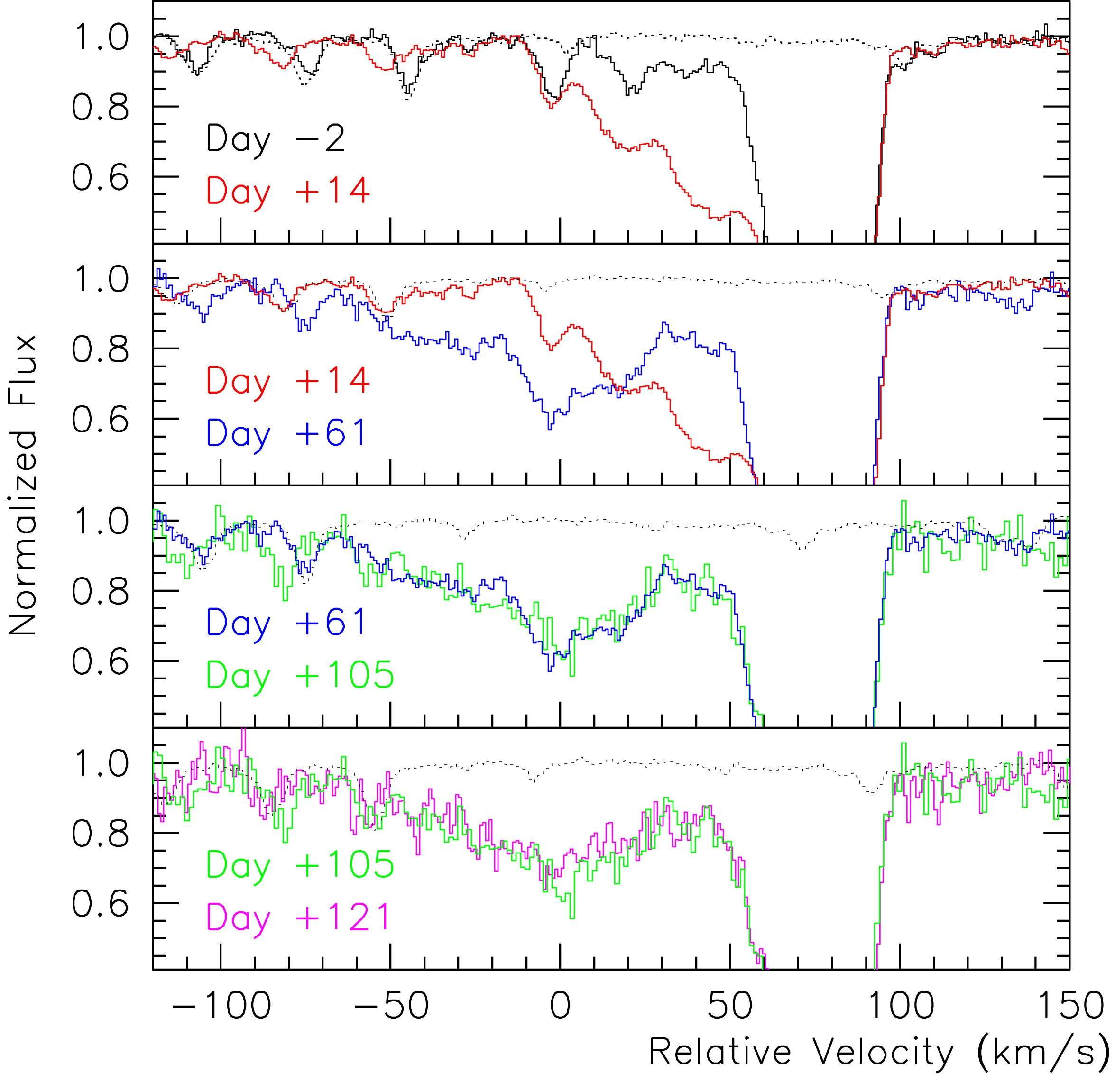
Evolución del espectro magnético de SN 2006X

SN 2006X es muy significativo porque es una supernova de tipo IA. Estas supernovas están lejanas, pero con galaxias lejanas. Está localizada en una galaxia muy bien estudiada (Messier 100). Su brillo fue descubierto una semana después del descubrimiento de la supernova. Es posible averiguar el progenitor de esta supernova.